# Ізвоареле (Ісвоареле, Джурджу)
Ізвоареле (рум. Izvoarele) — село у повіті Джурджу в Румунії. Адміністративний центр комуни Ісвоареле.
Село розташоване на відстані 34 км на південний схід від Бухареста, 40 км на північний схід від Джурджу.

## Населення
За даними перепису населення 2002 року у селі проживала 1731 особа. Усі жителі села рідною мовою назвали румунську.
Національний склад населення села:
| Національність | Кількість осіб | Відсоток |
| -------------- | -------------- | -------- |
| румуни         | 1680           | 97,1%    |
| цигани         | 51             | 2,9%     |